# دينتاتم
الدينُتاتُم (بالرومية dēnotātum "المُسَمَّى؛ المقصود") هو الشيء الحقيقي الذي يدل عليه لفظ لغوي معين. واللفظ مشتق من كلمة دينُتو dēnotō بمعنى «أشير [إلى]» و«أعين».